# André Looij
André Looij (25 de mayo de 1995) es un ciclista neerlandés.

## Palmarés
2014
- 1 etapa del Triptyque des Monts et Châteaux
- 1 etapa del Tour de Bretaña
- 1 etapa de la Kreiz Breizh Elites

2018
- Himmerland Rundt
- Gran Premio Jean-Pierre Monseré